# Thalassius pseudojuvenilis
Thalassius pseudojuvenilis är en spindelart som beskrevs av Petra Sierwald 1987. Thalassius pseudojuvenilis ingår i släktet Thalassius och familjen vårdnätsspindlar.
Artens utbredningsområde är Moçambique. Inga underarter finns listade i Catalogue of Life.